# Lan Yu (generał)
Lan Yu (chiń. 藍玉, zm. 1393) – chiński generał, jeden z towarzyszy broni Hongwu, pierwszego cesarza z dynastii Ming.
Był muzułmaninem, po zdobyciu przez Hongwu władzy sprowadził do chińskiej armii kolejnych muzułmańskich oficerów: Chang Yuchuna, Ding Dexinga i Mu Yinga.
O jego życiu niewiele wiadomo, prawdopodobnie służył w armii od piętnastego roku życia. W 1363 roku, z polecenia późniejszego cesarza, bronił miasta Hongdu w czasie bitwy nad Poyang Hu, co pozwoliło Hongwu zdobyć czas na budowę floty wojennej. W 1368 roku ostatni władca z dynastii Yuan zbiegł do Mongolii, skąd podejmował jeszcze próby odzyskania Chin. Zadanie poprowadzenia wyprawy przeciw niemu Hongwu zlecił generałowi Lan Yu, który zadał przeciwnikowi klęskę i wziął do niewoli kilkoro książąt.
W 1393 roku Lan Yu został oskarżony o gwałt na jednej z wziętych do niewoli księżniczek i spisek przeciw władcy. Został aresztowany przez tajną policję Jinyi Wei, poddany torturom i obdarty ze skóry. Wraz z nim zginęło również 15 tysięcy innych osób, w tym cały jego ród i poplecznicy.
Śmierć Lan Yu spowodowała, że cesarz podjął decyzję o likwidacji służby Jinyi Wei i narzędzi tortur.